# Autostrada A604 (Belgia)
Autostrada belgiană A604 este o autostradă scurtă care deservește zona industrială de vest a orașului Liège. Ea leagă autostrada A15 de localități cu profil industrial, precum Seraing și Grâce-Hollogne.

## Traseu
| Descrierea traseului     | |                    |
| Grâce-Hollogne           | Nod rutier între A15, N630, N630d și A604: Namur, Liège, Hollogne-aux-Pierres-centru, Aeroportul Liège; Grâce-Berleur-centru, Hannut, Waremme, Bierset, Aeroportul militar, Parcul industrial Grâce-Hollogne, Parcul industrial Liège Logistic. | A15 N630 N630d E42 |
| A604                     | |                    |
| 2 - Grâce-Hollogne       | Orașe deservite: Grâce-Hollogne, Aeroportul Liège. | N630               |
| 3 - Seraing Toutes Voies | Orașe deservite: Jemeppe-sur-Meuse, Grâce-Hollogne, Montegnée. |                    |
| 4 - Jemeppe              | Orașe deservite: Liège, Jemeppe-sur-Meuse, Huy. | N617               |
| A604                     | |                    |
| A604                     | |                    |
|                          | Podul Seraing. |                    |
| N90                      | Orașe deservite: Angleur, Ougrée, Marche-en-Famenne, Huy. |                    |